# اثنتا عشرة قاعدة للحياة
اثنتا عشرة قاعدة للحياة: ترياق للفوضى هو كتاب للمساعدة الذاتية لعام 2018 من تأليف عالم النفس السريري وأستاذ علم النفس الكندي جوردان بيترسون. يقدم نصائح للحياة من خلال مقالات في المبادئ الأخلاقية المجردة، وعلم النفس، والأساطير، والدين، والحكايات الشخصية.
                                                                                   
تصدّر الكتاب قوائم الكتب الأكثر مبيعًا في كندا والولايات المتحدة والمملكة المتحدة، وقد بِيع منه أكثر من خمسة ملايين نسخة حول العالم.ذهب بيترسون في جولة حول العالم لترويج الكتاب، وحظي باهتمام كبير بعد المقابلة مع القناة الرابعة الإخبارية.أشاد النقاد بنصيحة الكتاب وأسلوبه غير النمطي، مع أن أسلوب كتابة بيترسون قد انتقد من قبل البعض.
كُتِب هذا الكتاب بأسلوب يسهل الوصول إليه أكثر من كتابه الأكاديمي السابق، خرائط المعنى: هندسة الإيمان (1999). نُشرت تكملة هذا الكتاب في مارس 2021.

## نظرة عامة

### الخلفية
نما اهتمام بيترسون بكتابة الكتاب من هواية شخصية للإجابة عن الأسئلة المنشورة على موقع كورا Quora (موقع إلكتروني). أحد هذه الأسئلة «ما هي الأشياء الأكثر قيمة التي يجب أن يعرفها الجميع؟»، والتي تضمنت إجابته42 قاعدة. تهدف الرؤية الأولى للكتاب والترويج له إلى تضمين جميع القواعد، وبعنوان «42».صرح بيترسون أنه لم يكتب لأشخاص آخرين فقط، وإنما كتب تحذيرًا لنفسه.

#### اثنتا عشرة قاعدة
ينقسم الكتاب إلى فصول حيث يمثل كل عنوان إحدى القواعد الاثنتي عشرة المحددة للحياة كما هو موضح من خلال المقال
1.قِف باستقامة مع جعل كتفيك إلى الخلف.
2.عامل نفسك وكأنك شخص أنت المسؤول عن مساعدته.
3.كوّن صداقات مع الأشخاص الذين يريدون الأفضل لك.
4.قارن نفسك بما كنت عليه بالأمس، لا بشخص آخر.
5.لا تدع أطفالك يفعلون أي شيء يجعلك تكرههم.
6.رتِب بيتك على أكمل وجه قبل أن تنتقد العالم.
7.اتبع ما هو ذو مغزى (لا ما هو مناسب).
8. قُل الحقيقة، أو على الأقل، لا تكذب.
9.افترض أن الشخص الذي تستمع إليه قد يعرف شيئًا لا تعرفه.
10.كن دقيقًا في حديثك.
11.لا تزعج الأطفال عندما يلعبون أو يتزلجون.
12.قم بتربية قطة عندما تصادف واحدة في الشارع.

##### المحتوى
الفكرة المركزية للكتاب هي أن المعاناة مبنية في هيكل الوجود ومع أنها يمكن أن تكون أمرًا لا يطاق، إلا أن الناس لديهم خيار إما الانسحاب، وهو إيماءة انتحارية، أو مواجهتها وتجاوزها.
بما أننا نعيش في عالم يسوده الفوضى والنظام،فإن كل الأشخاص لديهم ظلام يمكنه تحويلهم إلى وحوش، هم قادرون على أن يصبحوا وحوشًا إرضاء لدوافعهم المظلمة في المواقف المناسبة.
تظهر التجارب العلمية مثل اختبار الغوريلا غير المرئي أن الإدراك يُعَدَّل وفقًا للأهداف، ومن الأفضل طلب المراد بدلًا من السعادة. ملاحظات بيترسون:
من الجيد جدًا التفكير في أن معنى الحياة هو السعادة، ولكن ماذا يحدث عندما تكون غير سعيد؟  السعادة هي تأثير جانبي عظيم، عندما يأتي، اقبله بامتنان، ولكنها عابرة ولا يمكن التنبؤ بها. إنها ليست شيئًا نستهدفه لأنها ليست هدفًا. وإذا كانت السعادة هي الغرض من الحياة، فماذا يحدث عندما تكون غير سعيد؟  إذن أنت حينها فاشل.
يقدم الكتاب فكرة أن الناس يولدون بغريزة الأخلاق والمراد، وعليهم أن يتحملوا مسؤولية البحث عن المراد فوق اهتماماتهم الخاصة (القاعدة 7، اتبع ما هو ذو مغزى، لا ما هو مناسب). ينعكس هذا التفكير في كل من القصص المعاصرة مثل بينوكيو، والأسد الملك، وهاري بوتر، وفي القصص القديمة من الكتاب المقدس. «الوقوف بشكل مستقيم مع جعل كتفيك للخلف» (القاعدة 1) هو قبول المسؤولية الرهيبة للحياة، للتضحية بالنفس، لأن الفرد يجب أن يرتقي فوق الإيذاء ويدير حياته بطريقة تتطلب رفض الإشباع الفوري للرغبات الطبيعية والشاذة على حد سواء.تُستخدم الهياكل العصبية وسلوك الكركند كمثال طبيعي لتشكيل التسلسلات الهرمية الاجتماعية.